# کوین استآ
کوین استآ (به انگلیسی: Kevin Stea) (زاده ۱۷ اکتبر ۱۹۶۹) بازیگر ، رقصنده ، خواننده ، مدل آمریکایی است.
از فیلم‌های معروف او می‌توان به بازی در فیلم آستین پاورز: در عضو طلایی اشاره کرد.